# Kup CEV za žene
Kup CEV (eng. CEV Cup) je drugo po snazi europsko odbojkaško klupsko natjecanje u ženskoj konkurenciji. Organizira ga Europska odbojkaška federacija (CEV). 

Kao natjecanje postoji od 1972., ali je tokom povijesti više puta mijenjao ime i to:
| 1972./73. – 1999./2000. |  | Kup pobjednika kupova (eng. CEV Cup Winners' Cup) |
| 2000./01. – 2006./07.   |  | Top Teams Cup (eng. CEV Top Teams Cup)            |
| 2007./08. -             |  | Kup CEV (eng. CEV Cup)                            |

Kup CEV je kao naziv imalo i treće europsko natjecenje - današnji Challenge Cup do sezone 2006./07.

## Pobjednici i finalisti
| sezona                | pobjednik                             | drugoplasirani                         |
| Kup pobjednica kupova | Kup pobjednica kupova                 | Kup pobjednica kupova                  |
| --------------------- | ------------------------------------- | -------------------------------------- |
| 1972./73.             | CSKA Moskva                           | CSKA Sofija                            |
| 1973./74.             | CSKA Moskva                           | Ruda Hvezda Prag                       |
| 1974./75.             | Traktor Schwerin                      | CSKA Moskva                            |
| 1975./76.             | Slavia Bratislava                     | CSKA Sofija                            |
| 1976./77.             | Iskra (Vorošilovgrad / Luganjsk)      | Dynamo Berlin                          |
| 1977./78.             | Dynamo Berlin                         | KSB Brno                               |
| 1978./79.             | Ruda Hvezda Prag                      | Traktor Schwerin                       |
| 1979./80.             | Vasas Izzo Budimpešta                 | USC Münster                            |
| 1980./81.             | Vasas Izzo Budimpešta                 | Spartak (Lenjingrad / Sankt Peterburg) |
| 1981./82.             | CSKA Sofija                           | Dinamo Moskva                          |
| 1982./83.             | Medina Odesa                          | Ruda Hvezda Prag                       |
| 1983./84.             | Dynamo Berlin                         | Nelson Reggio Emilia                   |
| 1984./85.             | Dynamo Berlin                         | Uraločka (Sverdlovsk / Jekaterinburg)  |
| 1985./86.             | Uraločka (Sverdlovsk / Jekaterinburg) | SV Lonhof                              |
| 1986./87.             | Komunalnik Minsk                      | Nelson Reggio Emilia                   |
| 1987./88.             | CSKA Moskva                           | Civilla Modena                         |
| 1988./89.             | ADK Alma-Ata                          | Traktor Schwerin                       |
| 1989./90.             | ADK Alma-Ata                          | Braglia Reggio Emilia                  |
| 1990./91.             | ADK Alma-Ata                          | CSKA Sofija                            |
| 1991./92.             | USC Münster                           | US Sirio Perugia                       |
| 1992./93.             | CJD Berlin                            | BZBK Baku                              |
| 1993./94.             | Brummel Ancona                        | Racing de France Pariz                 |
| 1994./95.             | Volley Modena                         | USC Münster                            |
| 1995./96.             | Anthesis Modena                       | VBC Riom                               |
| 1996./97.             | Anthesis Modena                       | VBC Riom                               |
| 1997./98.             | CSKA Moskva                           | RC Cannes                              |
| 1998./99.             | Cermagica Reggio Emilia               | Eczacibasi Istanbul                    |
| 1999./00.             | Pallavolo Sirio Perugia               | Panathinaikos Atena                    |
| Top Teams Cup         |                                       |                                        |
| 2000./01.             | Asterix Kieldrecht                    | Telekom Post Beč                       |
| 2001./02.             | Azerrail Baku                         | Jedinstvo Užice                        |
| 2002./03.             | RC Villebon 91                        | Zoiler Köniz                           |
| 2003./04.             | Günes Vakifbank Istanbul              | Ulm Aliud Pharma                       |
| 2004./05.             | Pallavolo Chieri                      | TSV Bayer 04 Leverkusen                |
| 2005./06.             | Sant'Orsola Asystel Novara            | Dinamo Moskva                          |
| 2006./07.             | Grupo 2002 Murcia                     | CSKA Moskva                            |
| Kup CEV               |                                       |                                        |
| 2007./08.             | Scavolini Pesaro                      | Rocheville Le Cannet                   |
| 2008./09.             | Asystel Novara                        | Uraločka NMTK Jekaterinburg            |
| 2009./10.             | Yamamay Busto Arsizio                 | Crvena zvezda Beograd                  |
| 2010./11.             | Chateau d'ax Urbino                   | Dinamo Krasnodar                       |
| 2011./12.             | FV Busto Arsizio                      | Galatasaray Istanbul                   |
| 2012./13.             | Bank BPS Fakro Muszyna                | Fenerbahçe Istanbul                    |
| 2013./14.             | Fenerbahçe Istanbul                   | Uraločka NMTK Jekaterinburg            |
| 2014./15.             | Dinamo Krasnodar                      | PGE Trefl Sopot                        |
| 2015./16.             | Dinamo Krasnodar                      | Galatasaray Istanbul                   |
| 2016./17.             | Dinamo Kazanj                         | Unet Yamamay Busto Arsizio             |

## Poveznice i izvori
- cev.lu, službene stranice natjecanja  Arhivirana inačica izvorne stranice od 4. srpnja 2014. (Wayback Machine)
- cev.lu, arhiva natjecanja  Arhivirana inačica izvorne stranice od 23. veljače 2015. (Wayback Machine)
- todor66.com, arhiva CEV Cep / Top Teams / KPK
- sudionici završnica europskih odbojkaških kupova, wayback arhiva